# Municipios de Roma

Los 15 municipi de Roma.

Los diecinueve distritos de Roma (del italiano: municipi di Roma) representan la administración local de la ciudad de Roma, tomando el lugar de las anteriores circunscripciones (del italiano: comune ‘municipio’) de Roma que, con el fin de disminuir la centralización, desde el 31 de marzo de 2001 se constituyeron como (del italiano: municipi ‘sub-municipios’), luego del acuerdo logrado en el (del italiano: Consiglio comunale ‘Consejo municipal’) el 19 de enero de 2001. En 2013, los municipios fueran cortados a 15.

## Autoridades
Cada municipio tiene su propio presidente, electo por vía directa, y una junta, formada por cuatro asesores de los cuales uno cumple el rol de vicepresidente.

## Atribuciones
Los municipi gozan de autonomía administrativa, financiera y contable; además de las atribuciones correspondientes a las circunscripciones, se le otorgaron mayores competencias, entre las cuales hay vinculadas al desarrollo económico y la edificación privada de interés local.

## Denominación
Se les denomina por un número romano, del I al XX, manteniendo la numeración original de las circunscripciones de la ciudad. Pero el Municipio XIV (el decimocuarto de la ciudad) no existe ya que en 1992 la Circunscripción XIV (14) se constituyó en el comune de Fiumicino.

## Municipios de Roma
Con la reforma de 2013 el número de municipios pasó de 20 a 15.
| Número | Nombre                                    | Zonas Urbanísticas |
| ------ | ----------------------------------------- | --- |
| I      | Centro Storico                            | Centro Storico, Trastevere, Aventino, Testaccio, Esquilino, XX Settembre, Celio y la Zona Archeologica.                                                                                      |
| II     | Parioli                                   | Villaggio Olímpico, Parioli, Flaminio, Salario, Trieste, Villa Ada y Villa Borghese |
| III    | Nomentano - San Lorenzo                   | Nomentano, San Lorenzo, Università y Verano |
| IV     | Monte Sacro                               | Monte Sacro, Val Melaina, Monte Sacro Alto, Fidene, Serpentara, Casal Boccone, Conca d'Oro, Sacco Pastore, Tufello, Aeroporto dell'Urbe, Settebagni, Bufalotta y Tor San Giovanni            |
| V      | Tiburtina                                 | Casal Bertone, Casal Bruciato, Tiburtino Nord, Tiburtino Sud, San Basilio, Tor Cervara, Pietralata, Casal de' Pazzi, Sant'Alessandrino y Settecamini                                         |
| VI     | Prenestino                                | Torpignattara, Casilino, Quadraro y Gordiani |
| VII    | Centocelle                                | Centocelle, Alessandrina, Tor Sapienza, La Rustica, Tor Tre Teste, Casetta Mística, Centro Direzionale Centocelle y Omo                                                                      |
| VIII   | De las torres (del italiano: delle Torri) | Torre Spaccata, Torre Maura, Giardinetti-Tor Vergata, Acqua Vergine, Lunghezza, Torre Ángela, Borghesiana y San Vittorino                                                                    |
| IX     | San Giovanni                              | Tuscolano Nord, Tuscolano Sud, Tor Fiscale, Appio y Latino |
| X      | Cinecittà                                 | Don Bosco, Appio Claudio, Quarto Miglio, Pignatelli, Lucrezia Romana, Osteria del Curato, Romanina, Gregna, Barcaccia, Morena y Ciampino                                                     |
| XI     | Appia Antica                              | Ostiense, Valco San Paolo, Garbatella, Navigatori, Tor Marancia, Tre Fontane, Grotta Perfetta, Appia Antica Nord y Appia Antica Sud                                                          |
| XII    | EUR                                       | EUR, Villaggio Giuliano, Torrino, Laurentino, Cecchignola, Mezzocammino, Spinaceto, Vallerano-Castel di Leva, Décima, Porta Medaglia, Castel Romano, Santa Palomba y Tor di Valle            |
| XIII   | Ostia                                     | Malafede, Acilia Nord, Acilia Sud, Casal Palocco, Ostia Antica, Ostia Nord, Ostia Sud, Castel Fusano, Infernetto y Castel Porziano                                                           |
| XIV    | Fiumicino                                 | Inexistente, ya que la circunscripción XIV se constituyó en el año 1992 en el municipio de Fiumicino                                                                                         |
| XV     | Arvalia Portuense                         | Marconi, Portuense, Pian due Torri, Trullo, Magliana, Corviale y Ponte Galeria |
| XVI    | Monte Verde                               | Colli Portuensi, Buon Pastore, Pisana, Gianicolense, Massimina, Pantano di Grano y Villa Pamphili                                                                                            |
| XVII   | Prati                                     | Prati, Della Vittoria y Eroi |
| XVIII  | Aurelia                                   | Aurelio Sud, Val Cannuta, Fogaccia, Aurelio Nord, Casalotti di Boccea y Boccea |
| XIX    | Monte Mario                               | Medaglie d'Oro, Primavalle, Ottavia, Santa Maria della Pietà, Trionfale, Pineto, Castelluccia y Santa Maria di Galeria                                                                       |
| XX     | Cassia Flaminia                           | Tor di Quinto, Acquatraversa, Tomba di Nerone, Farnesina, Grottarossa Ovest, Grottarossa Est, Giustiniana, La Storta, Santa Cornelia, Prima Porta, Lábaro, Cesano, Martignano y Foro Itálico |